# خشایار مصطفوی
خشایار مصطفوی (زاده ۱۳۶۱ در کرمانشاه) نویسنده و فیلم‌ساز معاصر ایرانی آلمانی است.

## زندگی
خشایار مصطفوی به سال ۱۳۶۱ خورشیدی در کرمانشاه زاده شد؛ امّا کودکی و جوانیش را در تهران سپری کرد. او مدرک کارشناسی ادبیات نمایشی را از پردیس هنرهای زیبای دانشگاه تهران در سال ۱۳۸۶ و کارشناسی‌ارشد کارگردانی را در سال ۱۳۸۹ از دانشکدهٔ هنر دانشگاه تربیت مدرس تهران گرفت. در طول این سال‌ها مصطفوی به نگارش نمایشنامه و همچنین کارگردانی تئاتر پرداخت و نمایش‌های کرگدن‌ها، گاوها فریاد می‌کشند، ریشه‌های فرسودهٔ آفرینش و حکومت زمان خان را به نمایش درآورد.
نخستین کتاب او با نام زایش درام ایرانی در سال ۱۳۹۱ در تهران به وسیله انتشارات افراز منتشر شد. جلسهٔ رونمایی این کتاب که در خانهٔ هنرمندان ایران برگزار شد و در آن هاشم آغاجری و سید جواد طباطبایی حضور داشتند که با حمله نیروی‌های تندرو به جلسه ناتمام ماند. مجوز تجدید چاپ این کتاب نیز در ایران لغو گشته است. در همین سال او به آلمان کوچید و در سال ۱۳۹۲ مجموعه داستان به جهنم را توسط انتشارات گردون برلین منتشر کرد. انتشار این کتاب به علت محتوایش در ایران ممنوع است. در اردیبهشت سال ۱۳۹۵ یکی از خبرنگاران باشگاه خبرنگاران جوان با موضوع توهین به ساحت امام دوزادهم شیعیان در کتاب «به جهنم» از آیت الله مکارم شیرازی برای صدور حکم ارتداد خشایار مصطفوی استثفاء می‌کند که منجر به صدور حکم ارتداد وی می‌گردد.
کتاب بعدی مصطفوی با نام سکس، آنارشیسم و شقاوت در تئاتر پانیک آقای آرابال در تابستان ۱۳۹۴ توسط انتشارات پست اسکریپت آلمان منتشر شده است. این کتاب به مدت شش سال در وزارت فرهنگ و ارشاد اسلامی ایران توقیف بوده است. بعد از مهاجرت از ایران، مصطفوی دست به نشر کتاب‌های بدون مجوز در ایران و فیلم‌هایی که به صورت زیرزمینی ساخته بود، زد. او در مستند بلند با من بجنگ به مسئلهٔ انحطاط ایرانیان بعد از انقلاب اسلامی و جنگ احتمالی با غرب می‌پردازد. او در سال ۲۰۱۷ فیلمی داستانی و به زبان آلمانی به نام «دازاین» یا «حضور» را ساخت، که به مسألهٔ مهاجرت می‌پردازد. این فیلم یکی از نمایندگاه سینمای آلمان در بیستمین جشنواره بین‌المللی فیلم شانگهای چین در سال ۱۳۹۶ بوده است. در حال حاضر مصطفوی به عنوان تهیه‌کننده و خبرنگار در تلویزیون دولتی شمال آلمان ان دی ار مشغول به کار است. آخرین فیلم بلند او که در تابستان سال ۲۰۲۱ پخش می‌شود یک مستند داستانی به نام «حقیقت و نه چیزی بجز حقیقت» است. فیلمساز که بعد از مهاجرت اجباری‌اش از ایران به آلمان در حال تحقیق در مورد شبکهٔ پیچیدهٔ پولشویی و گسترش ایدئولوژیک نظام جمهوری اسلامی ایران در آلمان است؛ با یکی از اعضاء سپاه پاسداران که در پوشش تاجر در شهر هامبورگ زندگی می‌کند مواجه می‌شود. فیلم روایت تلاش سه سالهٔ سازنده برای افشای هویت واقعی این شخص است.

## آثار

### فیلم‌شناسی

#### فیلم‌های بلند
- حقیقت و نه چیزی بجز حقیقت (مستند داستانی - صد و بیست و یک دقیقه) (۱۴۰۰) صفحه در وبگاه IMDB
- دازاین (داستانی - نود و دو دقیقه) (۱۳۹۶)[۱۴] صفحه در وبگاه IMDB
- با من بجنگ (مستند - نود و هفت دقیقه) (۱۳۹۴)[۱۵] صفحه در وبگاه IMDB
- باغ آلبالوی ما (مستند - پنجاه و چهار دقیقه) (۱۳۹۱)[۱۶] صفحه در وبگاه IMDB

#### فیلم‌های کوتاه داستانی و مستند
- خداحافظ هامبورگ عزیز(مستند) (۱۳۹۵)
- ششصد و بیست و پنج (کلیپ) (۱۳۹۲)[۱۷]
- سی سال تنهایی(مستند) (۱۳۹۰)[۱۸]
- علف‌های علف‌زار (داستانی) (۱۳۸۸)[۱۹]
- علیه عشق (داستانی) (۱۳۸۶)[۲۰][۲۱]
- تمام می‌شویم (داستانی) (۱۳۸۴)